# Fratelli Archibugi
Francesco (Ancona, 21 luglio 1828 – Roma, 13 giugno 1849) e  Alessandro Archibugi (Ancona, 28 agosto 1829 – Civitavecchia, 22 giugno 1849) sono stati dei patrioti combattenti volontari nella difesa della Repubblica Romana.

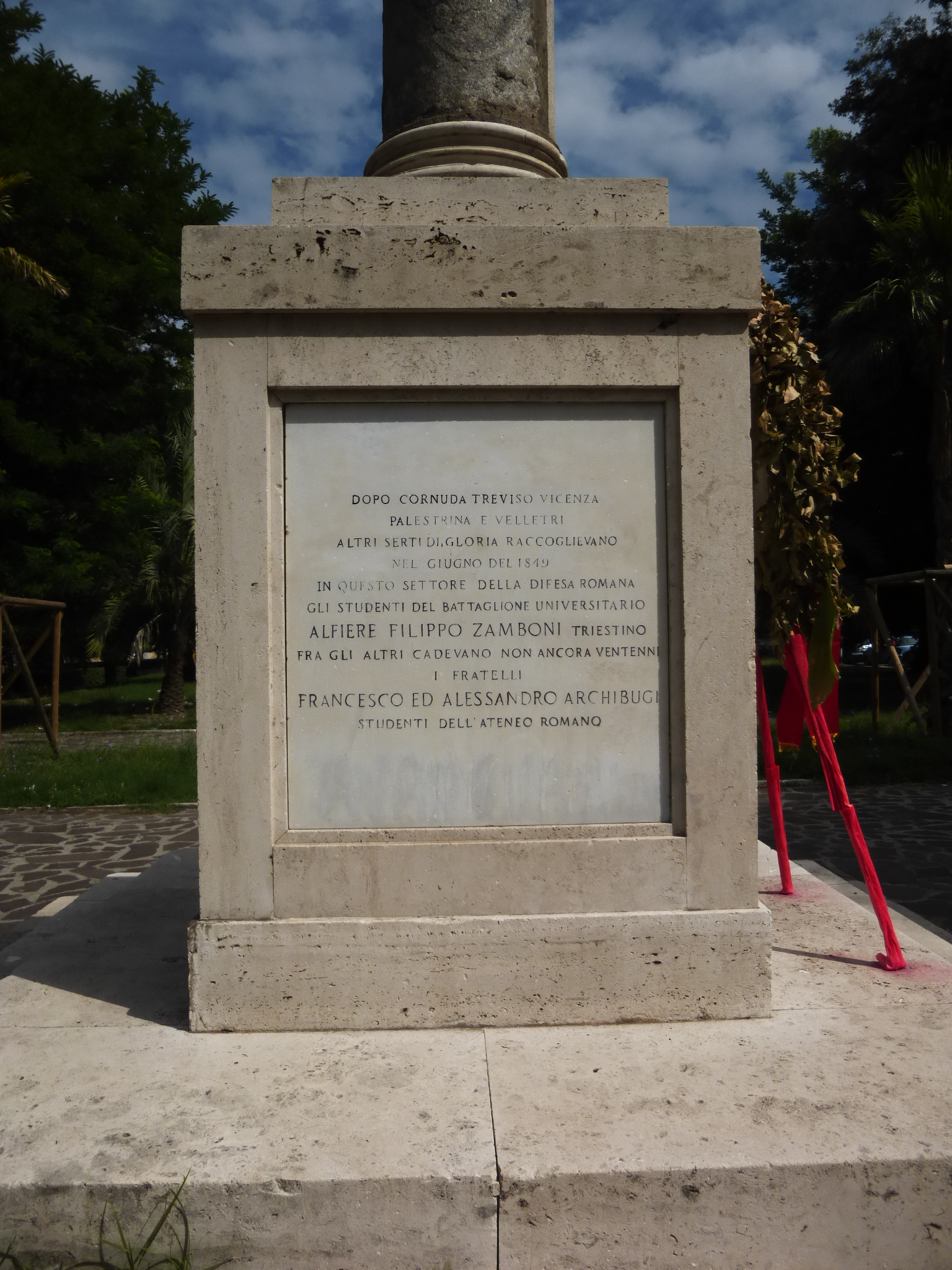
Colonna eretta a memoria della difesa dei monti Parioli

Soprannominati "i Cairoli anconetani", si arruolarono nel Battaglione universitario romano e combatterono volontari in difesa della Repubblica Romana, proclamata il 9 febbraio 1849; papa Pio IX venne estromesso dal potere, che fu affidato a un triumvirato, composto da Carlo Armellini, Giuseppe Mazzini e Aurelio Saffi, il quale chiamò Giuseppe Garibaldi come proprio Generale di Brigata. Entrambi i fratelli morirono a seguito delle ferite riportate nello scontro a fuoco dell'11 giugno 1849 nei pressi di ponte Milvio contro le truppe francesi.

## Biografia
Francesco e Alessandro erano due studenti dell'Università di Roma La Sapienza. Francesco fu studente del Collegio di filosofia e matematica, mentre Alessandro del Collegio di medicina. Francesco aveva appena ottenuto la laurea pochi giorni prima di morire, pubblicata proprio dalla Repubblica Romana.
Vista la precarietà della Repubblica Romana e il rischio concreto di un'invasione straniera, i due fratelli si arruolarono come volontari (militi) nel Battaglione universitario romano. Parteciparono così ai combattimenti vittoriosi del 30 aprile contro le truppe francesi a Porta Angelica e del 9 maggio a Palestrina contro le truppe borboniche.
Quando le truppe dell'esercito francese tornarono nei pressi di Roma alla fine di maggio, la possibilità di difesa militare della città si fece critica. Giuseppe Garibaldi, che era a capo della difesa di Roma, inviò il Battaglione universitario romano a presidiare la zona nord della città, in prossimità di ponte Milvio e dei monti Parioli. Dal 3 giugno ci furono diversi scontri a fuoco tra i volontari romani e le truppe francesi e nello scontro dell'11 giugno nei pressi di ponte Milvio sia Francesco che Alessandro furono colpiti dai proiettili del nemico, morendo il primo due giorni dopo in una casa privata nei pressi di ponte Milvio e il secondo dopo 11 giorni di agonia presso l'ospedale di Civitavecchia, dove fu ricoverato dalle truppe francesi insieme ai commilitoni Alessandro Orsini e Giulio Cesare Bonafini.

## Celebrazioni

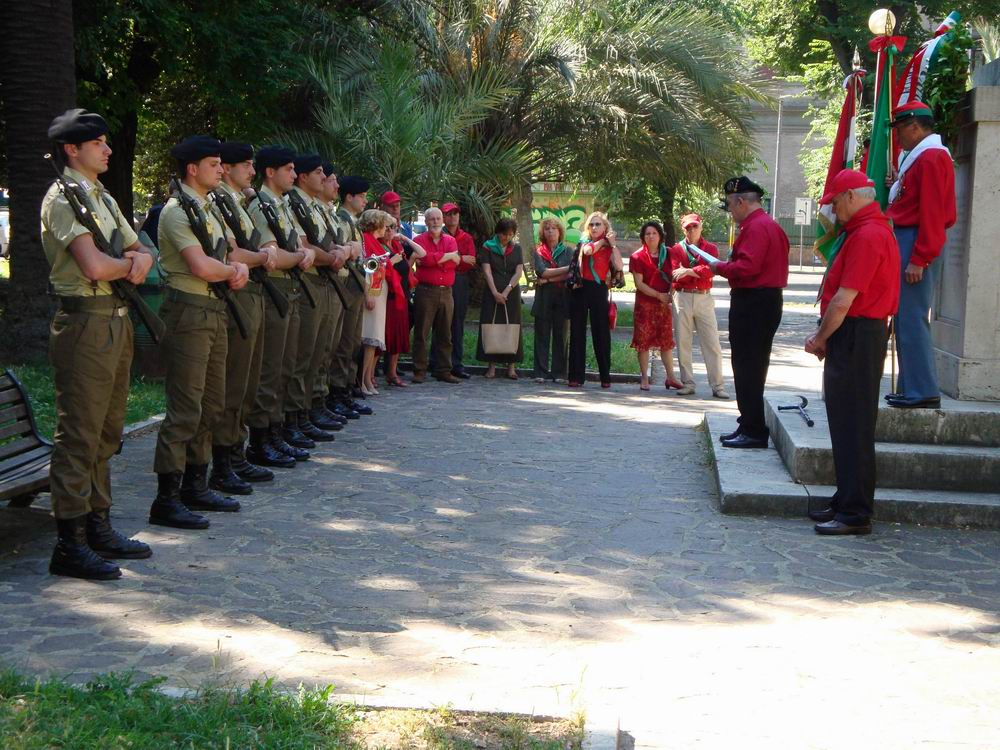
Celebrazione dei Fratelli Archibugi, Roma, via Fratelli Archibugi, 11 giugno 2008

Ai fratelli Archibugi è intitolata una via a Roma, in prossimità del luogo in cui combatterono trovando la morte contro le truppe francesi, tra via Flaminia e viale Tiziano. Nel 1941 fu eretta una colonna romana a ricordo dei combattimenti e dei caduti del Battaglione universitario romano.
Ad Alessandro Archibugi (e stranamente non anche al fratello) è stata intitolata una via nel rione Adriatico di Ancona, unitamente al nipote Arrigo Archibugi (1895-1918), eroe della prima guerra mondiale.
Dal 1989 l'Università di Roma La Sapienza tiene un incontro annuale di studi storici sulla Repubblica Romana, nel quale si presta particolare attenzione al ruolo svolto dal Battaglione universitario romano.
L'Associazione nazionale garibaldina tiene una commemorazione annuale l'11 giugno a Roma presso il cippo commemorativo in via Fratelli Archibugi.